# Mansube
Als Mansube (aus arabisch منسوبة, DMG manṣūba, etwa ‚Aufstellung‘ oder ‚Anordnung‘) bezeichnete man Schachkompositionen im arabischen Schachspiel, einer Vorform des heutigen Schachs. Sie waren die Vorläufer von Mattaufgaben und Studien.
Oftmals ist in Mansuben der weiße (rote) Spieler in den partieartigen Stellungen mit Matt bedroht und muss einen Gewinnweg finden; nur selten wurde ein Remis als Forderung gestellt, obwohl mehrere Remisarten bekannt waren, darunter Dauerschach und die gegenseitige Vernichtung der Streitkräfte bis auf die nackten Könige. Durch das Patt als Verlustart und den Beraubungssieg ließen die Regeln allerdings selten einen unentschiedenen Ausgang zu.
Es sind etwa 500 Mansuben überliefert. Ursprünglich glaubte man, dass sämtliche Mansuben über die Araber und Südeuropa nach Mitteleuropa gelangt sind. Einem Vortrag von Juri Awerbach zufolge existierte jedoch noch ein anderer Weg der Mansuben über Mittelasien in unsere Zivilisation.
Das Matt der Dilaram ist eine der bekanntesten Mansuben. Es stammt von Abu-Bakr as-Suli, findet sich in einer alten Stambuler Handschrift und wird vor 946 datiert. Dilaram war, der Rahmenerzählung nach, die Lieblingsfrau eines Sultans, der als leidenschaftlicher Schachspieler sogar um sie spielte. Als er mit den weißen Steinen spielend drauf und dran war, sie zu verlieren, rief sie aus: „Opfere deine Türme und rette dein Weib!“
|   | a | b | c | d | e | f | g | h |   |
| 8 |   |   |   |   |   |   |   |   | 8 |
| 7 |   |   |   |   |   |   |   |   | 7 |
| 6 |   |   |   |   |   |   |   |   | 6 |
| 5 |   |   |   |   |   |   |   |   | 5 |
| 4 |   |   |   |   |   |   |   |   | 4 |
| 3 |   |   |   |   |   |   |   |   | 3 |
| 2 |   |   |   |   |   |   |   |   | 2 |
| 1 |   |   |   |   |   |   |   |   | 1 |
|   | a | b | c | d | e | f | g | h |   |

Auf h3 steht ein Alfil, der Vorgänger des Läufers; er springt diagonal über ein Feld, beherrscht also in der Ausgangsstellung die Felder f1 und f5.

Lösung:

1. Th8+ Kxh8

2.Alfil-f5+ Kg8

3. Th8+ Kxh8

4. g7+ Kg8 (h7 ist durch den Alfil gedeckt)

5. Sh6 matt.
|   | a | b | c | d | e | f | g | h |   |
| 8 |   |   |   |   |   |   |   |   | 8 |
| 7 |   |   |   |   |   |   |   |   | 7 |
| 6 |   |   |   |   |   |   |   |   | 6 |
| 5 |   |   |   |   |   |   |   |   | 5 |
| 4 |   |   |   |   |   |   |   |   | 4 |
| 3 |   |   |   |   |   |   |   |   | 3 |
| 2 |   |   |   |   |   |   |   |   | 2 |
| 1 |   |   |   |   |   |   |   |   | 1 |
|   | a | b | c | d | e | f | g | h |   |

Ein weiteres ästhetisches Beispiel:

Lösung:

1. Th7+ Kg8

2. Sf6+ Kf8

3. e7+ Sxe7

4. Tf7+ Sxf7

5. Se6 matt. Kurioser Schluss: Mustermatt mit vier Springern!
|   | a | b | c | d | e | f | g | h |   |
| 8 |   |   |   |   |   |   |   |   | 8 |
| 7 |   |   |   |   |   |   |   |   | 7 |
| 6 |   |   |   |   |   |   |   |   | 6 |
| 5 |   |   |   |   |   |   |   |   | 5 |
| 4 |   |   |   |   |   |   |   |   | 4 |
| 3 |   |   |   |   |   |   |   |   | 3 |
| 2 |   |   |   |   |   |   |   |   | 2 |
| 1 |   |   |   |   |   |   |   |   | 1 |
|   | a | b | c | d | e | f | g | h |   |

Dieses Beispiel regte Josef Kling zu einer Doppelsetzung an, also einer Aufgabe, in der der Spieß zweimal vorkommt (siehe Josef Kling):

Lösung:

1. Th5! Txh5

2. Ta6+ K~5

3. Ta5+ (Spieß ) K~

4. Txh5 gewinnt
Die Beispiele zeigen typische Merkmale der Mansuben:
- meist nur eine Variante
- forcierte Lösung mit zahlreichen Schachgeboten
- Forderung Weiß gewinnt, eine Zügezahl wird nicht angegeben
- Dennoch gibt es im Allgemeinen nur einen einzigen Gewinnweg, oft wird in einer verloren scheinenden Stellung ein Matt erzielt. Allerdings gab es damals auch den Beraubungssieg, für den es unter den Mansuben ebenfalls Beispiele gibt.

Studien unter den Mansuben mit Gültigkeit für das Endspiel sind heutzutage nur noch die mit Springern und Türmen, weil die anderen Figuren zur damaligen Zeit nach anderen Regeln geführt wurden.